# Monk (desenho animado)
Monk the Little Dog (em francês:  Monk: La cata sur pattes; hangul: 멍크) é uma série de animação 3D criada por Natalys Raut-Sieuzac e Kim Sungjae, produzida pela Timoon Animation, SAMG Animation, Millimages e Kim's Licensing de 2009 a 2010.
No Brasil, ela foi exibida pela Cartoon Network, Boomerang (Entre 2014 e 2016) e Canal Futura (em canal fechado), sendo nesta última no programa Teca na TV. Em Portugal, foi exibida pela SIC K e mais tarde pelo Biggs.

## Enredo
O desenho mostra as desventuras de Monk, um cachorrinho azarado e um tanto nervoso que sempre que tenta resolver seus problemas, mas sempre acaba se saindo mal no final. Ele é apaixonado por uma cadelinha chamada Kimmy e possui uma rivalidade com Ding, que também gosta de Kimmy. Uma característica muito vista no desenho é que, sempre que Monk se estressa bastante ao fazer alguma coisa que constantemente dá errado, ele dá um pulo pro alto gritando (com vários raios no fundo da cena) e em seguida tenta resolver as coisas na agressão, o que acaba piorando mais as coisas.

## Personagens
- Monk - Um bull terrier, azarado e um tanto estressado. Tudo que ele tenta fazer se transforma em desastres, o que o deixa furioso, capaz de agredir e destruir as coisas por isso. É apaixonado por Kimmy; porém, embora ele se esforce para chamar a atenção dela, ele é sempre superado por Ding, seu rival. Possui um peixinho de estimação e um patinho de borracha.

- Kimmy - Uma poodle rosa e branca pela qual Monk e Ding são apaixonados. Sempre pede ajuda aos dois para resolver seus problemas e muitas vezes se irrita com as besteiras que Monk faz. Possui um gato que, embora pareça inocente aos olhos de Kimmy, odeia Monk profundamente e sempre tira proveito disso para afastar Kimmy dele.

- Ding - O cocker spaniel inglês bege rival de Monk. Faz de tudo para impressionar Kimmy e ser melhor que Monk em tudo, e quase sempre sai ganhando no final.

- Ben - Um beagle marrom e branco amigo de Monk. É preguiçoso e passa grande parte do tempo dormindo em vez de fazer outra coisa. Sempre anda carregando um travesseiro.

- Bulbul - O pitbull vizinho de Monk. Aparentemente valentão, Monk tem muito medo dele; porém, no fundo, ele tem uma personalidade sensível.

## Episódios
- 1:Monk quer dormir
- 2:Monk trava uma foto
- 3:Monk e a camara escondida
- 4:Monk fazer esportes
- 5:Monk jogando Tenis
- 6:O Novo amigo de Monk
- 7:Monk vai a pesca
- 8:Monk na praia
- 9:Monk quer tomar um banho
- 10:Monk quer ver TV
- 11:Monk na ilha secreta
- 12:Monk no trampolim
- 13:Monk aprende artes marciais
- 14:Monk e seu espantoso vizinho
- 15:Monk o detetive
- 16:Monk vai tomar bano
- 17:Monk e o Espelho magico
- 18:O Aniversario do Pato de Monk
- 19:Monk desempenha pires
- 20:Monk prepara toradas
- 21:Monk está de volta com o tubarão
- 22:Monk na lua
- 23:Monk e a motocicleta
- 24:Monk corta a grama
- 25:Monk e a escultura de pedra
- 26:As viagens de Monk
- 27:Monk em sua missão impossivel
- 28:Monk que pintar sua casa
- 29:Monk que lava roupa
- 30:O Natal de Monk
- 31:Monk é uma estrela de TV
- 32:Supermonk
- 33:Monk, o maestro do baile
- 34:Monk vai para o acampamento
- 35:Monk joga golf
- 36:Monk joga video-game
- 37:Monk em o Concurso de Mascotes
- 38:Monk no aerostática
- 39:Monk e comissionamento
- 40:Perdemos pro Monk! (último episódio)